# Keemun
Le Keemun ou Qimen (祁門紅茶, pinyin : qímén hóngchá) est un thé noir provenant du district éponyme de Qimen et de Huangshan, dans la province d'Anhui en Chine.

## Histoire
La production de thé noir dans la région ne remonte qu'à 1875 ; elle n'était auparavant productrice que de thé vert. Depuis, le Keemun est devenu un ingrédient majeur des blends destinés à l'Europe.

## Préparation et goût
Le Keemun n'a pas besoin d'être infusé en grandes quantités pour que l'on sente les différentes notes. L'infusion est claire pour un thé noir, avec des senteurs boisées. Le goût est très fruité, avec parfois des notes de chocolat.
Aujourd'hui on peut distinguer les variétés suivantes : 
- Keemun Mao Feng (祁門毛峰), aux feuilles torsadées et dont l'infusion est plus longue et plus fine ;
- Keemun Xin Ya (祁門新芽) aux jeunes feuilles et dont l'infusion est moins amère ;
- Keemun Hao Ya (祁門毫芽) qui contient des feuilles encore blanches. Cette variété est considérée comme celle de meilleure qualité.